# Energía de ionización

Tendencias periódicas
energía de (E_{i}) frente al número atómico: téngase en cuenta que «dentro» de cada una de las siete ramas, la E_{i} (círculos de color) de un elemento comienza en un «mínimo» para la primera columna de la tabla periódica (los metales alcalinos), y progresa hasta un «máximo» para la última columna (los gases nobles) indicados por líneas verticales, y que sirven también como líneas que dividen los 7 periodos. Obsérvese que la energía de ionización máxima para cada fila disminuye a medida que se avanza de la fila 1 a la fila 7 en una columna dada, debido a la distancia creciente de la capa externa de electrones del núcleo a medida que se añaden las capas internas.

La energía de ionización (Ei) es la energía necesaria para separar un electrón en su estado fundamental de un átomo de un elemento en estado gaseoso.
{\displaystyle \ \mathrm {A(g)} +E_{\rm {i}}\to \mathrm {A^{+}(g)\ +e^{-}} }.
Siendo {\displaystyle {\rm {A(g)}}} los átomos en estado gaseoso de un determinado elemento químico; {\displaystyle E_{\rm {i}}}, la energía de ionización y {\displaystyle {\rm {e^{-}}}} un electrón.
Esta energía corresponde a la primera ionización. La segunda energía de ionización representa la energía precisa para sustraer el segundo electrón; esta segunda energía de ionización es siempre mayor que la primera, pues el volumen de un ion positivo es menor que el del átomo y la fuerza electrostática atractiva que soporta este segundo electrón es mayor en el ion positivo que en el átomo, ya que se conserva la misma carga nuclear.
La energía de ionización se expresa en electronvoltios, julios o en kilojulios por mol (kJ/mol).
1 eV = 1,6 × 10-19 C × 1 V = 1,6 × 10-19 J
En los elementos de una misma familia o grupo, la energía de ionización disminuye a medida que aumenta el número atómico, es decir, de arriba abajo.
Sin embargo, el aumento no es continuo, pues en el caso del berilio se obtienen valores más altos que lo que podía esperarse por comparación con los otros elementos del mismo periodo. Este aumento se debe a la estabilidad que presentan las configuraciones s2 y s2p3, respectivamente.
La energía de ionización más elevada corresponde a los gases nobles, ya que su configuración electrónica es la más estable, y por tanto habrá que proporcionar más energía para arrancar los electrones.
La comparación de las energías de ionización de los átomos de la tabla periódica revela dos tendencias periódicas que siguen las reglas de la  atracción coulómbica:
1. La energía de ionización generalmente aumenta de izquierda a derecha dentro de un período dado (es decir, fila).
2. La energía de ionización generalmente disminuye de arriba hacia abajo en un grupo dado (es decir, columna).

Esta última tendencia es el resultado de que la capa de electrones externa se aleja progresivamente del núcleo, con la adición de una capa interna por fila a medida que se desciende por la columna.
La n energía de ionización se refiere a la cantidad de energía requerida para remover el electrón más débilmente ligado de la especie que tiene una carga positiva de (n - 1). Por ejemplo, las tres primeras energías de ionización se definen como sigue:
1.ª energía de ionización es la energía que permite la reacción X ⟶ X+ + e-
La 2.ª energía de ionización es la energía que permite la reacción X+ ⟶ X2+ + e-.
3.ª energía de ionización es la energía que permite la reacción X2+ ⟶ X3+ + e-.
Las influencias más notables que determinan la energía de ionización incluyen:
- Configuración electrónica: Esto explica el EI de la mayoría de los elementos, ya que todas sus características químicas y físicas pueden determinarse simplemente determinando su configuración electrónica respectiva.
- Carga nuclear: Si la carga nuclear (número atómico) es mayor, los electrones son retenidos más fuertemente por el núcleo y, por tanto, la energía de ionización será mayor (lo que lleva a la tendencia mencionada 1 dentro de un periodo dado).
- Número de  capas de electrones: Si el tamaño del átomo es mayor debido a la presencia de más capas, los electrones son retenidos con menos fuerza por el núcleo y la energía de ionización será menor.
- Carga nuclear efectiva (Zeff): Si la magnitud del apantallamiento y la penetración del electrón son mayores, los electrones son retenidos con menos fuerza por el núcleo, la Zeff del electrón y la energía de ionización es menor.
- Estabilidad: Un átomo que tiene una configuración electrónica más estable tiene una menor tendencia a perder electrones y, en consecuencia, tiene una mayor energía de ionización.

Las influencias menores incluyen:
- Efectos relativistas: Los elementos más pesados (especialmente aquellos cuyo número atómico es superior a 70 aproximadamente) se ven afectados por estos ya que sus electrones se acercan a la velocidad de la luz. Por lo tanto, tienen radios atómicos más pequeños y energías de ionización más altas.
- Contracción de los lantánidos y actínidos (y Contracción de los escandidos): La contracción de los elementos afecta a la energía de ionización, ya que la carga neta del núcleo se hace sentir con más fuerza.
- Energías de emparejamiento de electrones: Las capas electrónicas medio llenas suelen dar lugar a energías de ionización más altas.

El término potencial de ionización es un término más antiguo y obsoleto para energía de ionización, porque el método más antiguo de medir la energía de ionización se basaba en ionizar una muestra y acelerar el electrón eliminado utilizando un potencial electrostático.

## Determinación de las energías de ionización

aparato de medición de la energía de ionización.

La energía de ionización de los átomos, denominada Ei, se mide hallando la energía mínima de los cuantos de luz (fotóns) o electrones acelerados a una energía conocida que expulsarán a los electrones atómicos menos ligados. La medición se realiza en fase gaseosa en átomos individuales. Aunque sólo los gases nobles se presentan como gas monoatómico, otros gases pueden dividirse en átomos individuales. Asimismo, muchos elementos sólidos pueden calentarse y vaporizarse en átomos individuales. El vapor monoatómico está contenido en un tubo previamente evacuado que tiene dos electrodos paralelos conectados a una fuente de tensión. La excitación ionizante se introduce a través de las paredes del tubo o se produce en su interior.
Cuando se utiliza luz ultravioleta, la longitud de onda se barre en la gama ultravioleta.  A una determinada longitud de onda (λ) y frecuencia de la luz (ν=c/λ, donde c es la velocidad de la luz), los cuantos de luz, cuya energía es proporcional a la frecuencia, tendrán una energía lo suficientemente alta como para desalojar a los electrones menos ligados. Estos electrones serán atraídos hacia el electrodo positivo, y los iones positivos que queden después de la fotoionización serán atraídos hacia el electrodo cargado negativamente. Estos electrones e iones establecerán una corriente a través del tubo. La energía de ionización será la energía de los fotones hνi (h es la constante de Planck) que provocaron un aumento brusco de la corriente: Ei = hνi.
Cuando se utilizan electrones de alta velocidad para ionizar los átomos, éstos son producidos por un cañón de electrones dentro de un tubo evacuado similar. La energía del haz de electrones puede controlarse mediante las tensiones de aceleración. La energía de estos electrones que da lugar a un inicio brusco de la corriente de iones y electrones liberados a través del tubo coincidirá con la energía de ionización de los átomos.

## Átomos: valores y tendencias
Generalmente, la (N+1)ª energía de ionización de un elemento particular es mayor que la Nª energía de ionización (también puede observarse que la energía de ionización de un anión es generalmente menor que la de los cationes y el átomo neutro para el mismo elemento). Cuando la siguiente energía de ionización implica la eliminación de un electrón de la misma capa de electrones, el aumento de la energía de ionización se debe principalmente al aumento de la carga neta del ion del que se elimina el electrón. Los electrones extraídos de iones más cargados experimentan mayores fuerzas de atracción electrostática, por lo que su extracción requiere más energía. Además, cuando la siguiente energía de ionización implica la extracción de un electrón de una capa de electrones inferior, la gran disminución de la distancia entre el núcleo y el electrón también aumenta tanto la fuerza electrostática como la distancia sobre la que debe superarse esa fuerza para extraer el electrón. Ambos factores aumentan aún más la energía de ionización.
En la tabla siguiente se indican algunos valores de elementos del tercer periodo:
| Elemento | Primero | Segundo | Tercero | Cuarto | Quinto | Sexto  | Séptimo |
| -------- | ------- | ------- | ------- | ------ | ------ | ------ | ------- |
| Na       | 496     | 4,560   |         |        |        |        |         |
| Mg       | 738     | 1,450   | 7,730   |        |        |        |         |
| Al       | 577     | 1,816   | 2,881   | 11,600 |        |        |         |
| Si       | 786     | 1,577   | 3,228   | 4,354  | 16,100 |        |         |
| P        | 1,060   | 1,890   | 2,905   | 4,950  | 6,270  | 21,200 |         |
| S        | 1,000   | 2,295   | 3,375   | 4,565  | 6,950  | 8,490  | 27,107  |
| Cl       | 1,256   | 2,260   | 3,850   | 5,160  | 6,560  | 9,360  | 11,000  |
| Ar       | 1,520   | 2,665   | 3,945   | 5,770  | 7,230  | 8,780  | 12,000  |

Se producen grandes saltos en las energías de ionización molar sucesivas al pasar configuraciones de gas noble. Por ejemplo, como puede verse en la tabla anterior, las dos primeras energías de ionización molar del magnesio (quitando los dos electrones 3s de un átomo de magnesio) son mucho menores que la tercera, que requiere quitar un electrón 2p de la configuración neón del Mg2+. Ese electrón 2p está mucho más cerca del núcleo que los electrones 3s eliminados anteriormente.
.

Las energías de ionización alcanzan su máximo en los gases nobles al final de cada periodo en la tabla periódica de los elementos y, por regla general, descienden cuando una nueva envoltura está empezando a llenarse

La energía de ionización es también una tendencia periódica dentro de la tabla periódica. Moviéndose de izquierda a derecha dentro de un período, o hacia arriba dentro de un grupo, la primera energía de ionización generalmente aumenta, con excepciones como el aluminio y el azufre en la tabla anterior. A medida que la carga nuclear del núcleo aumenta a lo largo del periodo, aumenta la atracción electrostática entre electrones y protones, por lo que el radio atómico disminuye, y la nube de electrones se acerca más al núcleo porque los electrones, especialmente el más externo, se sujetan con más fuerza por la mayor carga nuclear efectiva.
Al moverse hacia abajo dentro de un grupo dado, los electrones se mantienen en cáscaras de mayor energía con mayor número cuántico principal n, más lejos del núcleo y por lo tanto están más flojamente unidos de modo que la energía de ionización disminuye. La carga nuclear efectiva aumenta sólo lentamente de modo que su efecto se ve compensado por el aumento de n.

### Excepciones en las energías de ionización
Existen excepciones a la tendencia general de aumento de las energías de ionización dentro de un periodo. Por ejemplo, el valor disminuye del berilio ( 
4Be: 9,3 eV) al boro ( 
5B: 8. 3 eV), y de nitrógeno ( 
7N: 14,5 eV) a oxígeno ( 
8O: 13,6 eV). Estas caídas pueden explicarse en términos de configuraciones de electrones.

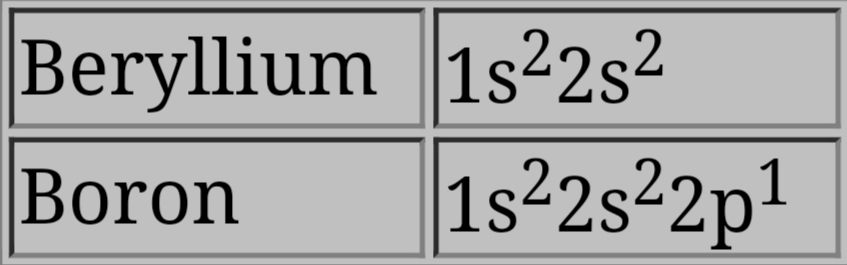
El electrón añadido en el boro ocupa un orbital-p

El boro tiene su último electrón en un orbital 2p, que tiene su densidad electrónica más lejos del núcleo en promedio que los electrones 2s en la misma capa. Los electrones 2s entonces protegen al electrón 2p del núcleo hasta cierto punto, y es más fácil quitar el electrón 2p del boro que quitar un electrón 2s del berilio, lo que resulta en una energía de ionización más baja para el B.

## Potencial de ionización
El potencial de ionización (PI) es la energía mínima requerida  para separar un electrón de un átomo o molécula específica a una distancia tal que no exista interacción electrostática entre el ion y el electrón. Inicialmente se definía como el potencial mínimo necesario para que un electrón saliese de un átomo que queda ionizado. El potencial de ionización se medía en voltios. En la actualidad, sin embargo, se mide en electronvoltios (aunque no es una unidad del SI) aunque es aceptada en julios por mol.
El sinónimo de energía de ionización (EI) se utiliza con frecuencia. La energía para separar el electrón unido más débilmente al átomo es el primer potencial de ionización; sin embargo, hay alguna ambigüedad en la terminología. Así, en química, el segundo potencial de ionización del litio es la energía del proceso.
En física, el segundo potencial de ionización es la energía requerida para separar un electrón del nivel siguiente al nivel de energía más alto del átomo neutro o molécula, p.
Se puede estudiar como pi=q/r, siendo «q» la carga del elemento.

## Métodos para determinar la energía de ionización
La forma más directa es mediante la aplicación de la espectroscopia atómica. A base del espectro de radiación de luz, que desprende básicamente colores en el rango de la luz visible, se pueden determinar los niveles de energía necesarios para desprender cada electrón de su órbita.

## Tendencias periódicas de la energía de ionización
Lo más destacado de las propiedades periódicas de los elementos se observa en el incremento de las energías de ionización cuando recorremos la tabla periódica de izquierda a derecha, lo que se traduce en un incremento asociado de la electronegatividad, contracción del tamaño atómico y aumento del número de electrones de la capa de valencia. La causa de esto es que la carga nuclear efectiva se incrementa a lo largo de un periodo, generando, cada vez, más altas energías de ionización. Existen discontinuidades en esta variación gradual tanto en las tendencias horizontales como en las verticales, que se pueden razonar en función de las especificidades de las configuraciones electrónicas.

Vamos a destacar algunos aspectos relacionados con la primera energía de ionización que se infieren por el bloque y puesto del elemento en la tabla periódica:
- Los elementos alcalinos, grupo 1, son los que tienen menor energía de ionización en relación con los restantes de sus periodos. Ello es por sus configuraciones electrónicas más externas ns1, que facilitan la eliminación de ese electrón poco atraído por el núcleo, ya que las capas electrónicas inferiores a n ejercen su efecto pantalla entre el núcleo y el electrón considerado.

- En los elementos alcalinotérreos, grupo 2, convergen dos aspectos, carga nuclear efectiva mayor y configuración externa ns2de gran fortaleza cuántica, por lo que tienen mayores energías de ionización que sus antecesores.

- Evidentemente, los elementos del grupo 18 de la tabla periódica, los gases nobles, son los que exhiben las mayores energías por sus configuraciones electrónicas de alta simetría cuántica.

- Los elementos del grupo 17, los halógenos, siguen en comportamiento a los del grupo 18, porque tienen alta tendencia a captar electrones por su alta carga nuclear efectiva, en vez de cederlos, alcanzando así la estabilidad de los gases nobles.

## Energía de ionización de los elementos químicos
En general, las energías de ionización descienden a lo largo de las columnas de la tabla periódica y crecen de izquierda a derecha a lo largo de un período de la tabla. La energía de ionización muestra una fuerte anti-correlación con el radio atómico. La siguiente tabla muestra los valores de la primera energía de ionización de los elementos expresada en eV:
| H 13,6  |         |         |         |         |         |         |         |         |         |         |          |         |         |         |         |          | He 24,59 |
| Li 5,39 | Be 9,32 |         |         |         |         |         |         |         |         |         |          | B 8,3   | C 11,26 | N 14,53 | O 13,62 | F 17,42  | Ne 21,56 |
| Na 5,14 | Mg 7,65 |         |         |         |         |         |         |         |         |         |          | Al 5,99 | Si 8,15 | P 10,49 | S 10,36 | Cl 12,97 | Ar 15,76 |
| K 4,34  | Ca 6,11 | Sc 6,56 | Ti 6,83 | V 6,75  | Cr 6,77 | Mn 7,43 | Fe 7,9  | Co 7,88 | Ni 7,64 | Cu 7,73 | Zn 9,39  | Ga 6    | Ge 7,9  | As 9,79 | Se 9,75 | Br 11,81 | Kr 14    |
| Rb 4,18 | Sr 5,69 | Y 6,22  | Zr 6,63 | Nb 6,76 | Mo 7,09 | Tc 7,28 | Ru 7,36 | Rh 7,46 | Pd 8,34 | Ag 7,58 | Cd 8,99  | In 5,79 | Sn 7,34 | Sb 8,61 | Te 9,01 | I 10,45  | Xe 12,13 |
| Cs 3,89 | Ba 5,21 | *       | Hf 6,83 | Ta 7,55 | W 7,86  | Re 7,83 | Os 8,44 | Ir 8,97 | Pt 8,96 | Au 9,23 | Hg 10,44 | Tl 6,11 | Pb 7,42 | Bi 7,29 | Po 8,41 | At 9,32  | Rn 10,75 |
| Fr 4,07 | Ra 5,28 | **      | Rf 6    | Db      | Sg      | Bh      | Hs      | Mt      | Ds      | Rg      | Cn       | Nh      | Fl      | Mc      | Lv      | Ts       | Og       |
| *       | La 5,58 | Ce 5,54 | Pr 5,47 | Nd 5,53 | Pm 5,58 | Sm 5,64 | Eu 5,67 | Gd 6,15 | Tb 5,86 | Dy 5,94 | Ho 6,02  | Er 6,11 | Tm 6,18 | Yb 6,25 | Lu 5,43 |          |          |
| **      | Ac 5,17 | Th 6,31 | Pa 5,89 | U 6,19  | Np 6,27 | Pu 6,03 | Am 5,97 | Cm 5,99 | Bk 6,2  | Cf 6,28 | Es 6,42  | Fm 6,5  | Md 6,58 | No 6,65 | Lr 4,9  |          |          |

Cuanto más nos desplacemos hacia la derecha y hacia arriba en la tabla periódica, mayor es la energía de ionización.